# Brzozie (gmina)
Brzozie est une gmina rurale du powiat de Brodnica, Couïavie-Poméranie, dans le centre-nord de la Pologne. Son siège est le village de Brzozie, qui se situe environ 16 km au nord-est de Brodnica et 73 km au nord-est de Toruń.
La gmina couvre une superficie de 93,74 km2 pour une population de 3 589 habitants.

## Géographie
La gmina est bordée par les gminy de Bartniczka, Brodnica, Grodziczno, Kurzętnik, Lidzbark et Zbiczno.